# Íbosa do Danúbio
Ybbs an der Donau (em português: Íbosa do Danúbio) é um município da Áustria localizado no distrito de Melk, no estado de Baixa Áustria.

## Geografia
Íbosa ocupa uma superfície de 23.82 km².

### Subdivisões Municipial
- Donaudorf
- Göttsbach
- Sarling
- Säusenstein
- Ybbs an der Donau

## História
Íbosa do Danúbio é oficialmente uma cidade desde 1317.
Entre 1907 e 1953, houve um carro elétrico na cidade.

## População
No ano de 1869 a cidade só tinha 4075 habitantes. Em 2005, tinha 5812 habitantes.

### Línguas
• Alemão 92,6%
• Turco 2,2%

## Economia
No noroeste da cidade encontra-se a usina hidrelétrica Ybbs-Persenbeug. Além disso tem um lar da terceira idade.

## Política

### Burgomestre
Anton Sirlinger (SPÖ)

### Conselho Municipial
(resultados eleitorais da eleição em 2010 em comparação com os de 2005)
- SPÖ: 16 (-3)
- ÖVP: 9 (+1)
- FPÖ: 3 (+2)
- Die Grünen: 1 (-0)